# Óscar Brush Noel
Óscar Brush Noel (Callao, 19 de agosto de 1925-Lima, 27 de setiembre de 1995[cita requerida]) fue un general del Ejército del Perú y político peruano. Ministro de Guerra de 1983 a 1984, y ministro del Interior de 1984 a 1985.

## Biografía
Nacido en el Callao. Estudió en la Escuela Militar de Chorrillos, de donde egresó como alférez de caballería el 1 de enero de 1949. En el transcurso de los años alcanzó el grado de General de División.
Fue edecán del presidente de la República (1965-1968); jefe del departamento de logística de la quinta región militar (1969-1970); jefe de la Dirección de Inteligencia del cuartel general del Ejército (1973); agregado militar de la embajada del Perú en Argentina (1974-1975); jefe de Estado Mayor de los centros académicos del Ejército (1980); jefe de la Primera Región Militar con sede en Piura (1981); y comandante general de la Segunda Región Militar (1982).
Durante el segundo gobierno de Fernando Belaúnde Terry fue nombrado ministro de Guerra en reemplazo de Luis Cisneros Vizquerra, cargo que ejerció de 1 de enero de 1983 a 12 de octubre de 1984. Enseguida, pasó a ser titular del Ministerio del Interior, cargo que desempeñó hasta el fin del gobierno belaundista.
Fue incluido en el juicio entablado en 2011 por la matanza del cuartel Los Cabitos de Huamanga, ocurrida de manera sistemática entre 1983 y 1985, y cuyos autores fueron las fuerzas del orden, durante la lucha contra Sendero Luminoso. En dicho cuartel se hallaron las osamentas pertenecientes a 135 individuos, que habrían sido detenidos por ser supuestamente miembros o colaboradores del senderismo. A Brush se le sindicó responsabilidad en la masacre, por ser el ministro de Guerra cuando ocurrieron los hechos, pero debido a su fallecimiento salió del juicio.